# World Soundtrack Award/Public Choice Award
Mit dem Public Choice Award werden seit 2001 bei den jährlich stattfindenden World Soundtrack Awards herausragende Filmkomponisten ausgezeichnet.

## Preisträger
- 2001: A.I. – Künstliche Intelligenz – John Williams
- 2002: Der Herr der Ringe: Die Gefährten – Howard Shore
- 2003: – keine Verleihung –
- 2004: Harry Potter und der Gefangene von Askaban – John Williams
- 2005: Alexander – Vangelis
- 2006: Brokeback Mountain – Gustavo Santaolalla
- 2007: The Fountain – Clint Mansell
- 2008: Aanrijding in Moscou – Tuur Florizoone
- 2009: Twilight – Biss zum Morgengrauen – Carter Burwell
- 2010: A Single Man – Abel Korzeniowski
- 2011: 127 Hours – A. R. Rahman
- 2012: W.E. – Abel Korzeniowski
- 2013: The Butterfly's Dream – Rahman Altin
- 2014: Marina – Michelino Bisceglia
- 2015: The Maze Runner – John Paesano
- 2016: Carol – Carter Burwell
- 2017: Der Stern von Indien – A.R. Rahman
- 2018: Nostalgia – Eyquem Laurent
- 2019: Drachenzähmen leicht gemacht 3: Die geheime Welt – John Powell[1]
- 2021: S.A.S. Red Notice – Benji Merrison[2]
- 2022: The King’s Daughter – Joseph Metcalfe, John Coda und Grant Kirkhope[3]